# 福井山常志
福井山 常志（ふくいやま つねし、1925年1月17日 - 没年不明）は、福井県福井市出身で出羽海部屋に所属した元大相撲力士。本名は渡邊 常志（わたなべ つねし）。179cm、83kg。最高位は西十両5枚目。得意技は左四つ、外掛け。

## 経歴
1941年1月場所に初土俵、1950年5月場所に十両昇進。1955年5月場所に廃業した。廃業後は福井県福井市で相撲料理店「福井山」を経営した。小兵で細身だが、腕力の強さと腰の粘り強さを活かした外掛けが持ち味だった。

## 主な成績
- 通算成績：174勝198敗  勝率.468
- 十両成績：50勝70敗  勝率.417
- 現役在位：35場所
- 十両在位：8場所

### 場所別成績
| 1941年 （昭和16年） | （前相撲）         | x                 | （番付外）             | x                  |
| 1942年 （昭和17年） | （番付外）         | x                 | 西序ノ口14枚目 2–6     | x                  |
| 1943年 （昭和18年） | 東序ノ口10枚目 4–4 | x                 | 西序二段66枚目 3–5     | x                  |
| 1944年 （昭和19年） | 西序二段59枚目 3–5 | x                 | 東序二段49枚目 3–2     | 西序二段13枚目 4–1 |
| 1945年 （昭和20年） | x                  | x                 | x                      | x                  |
| 1946年 （昭和21年） | x                  | x                 | 国技館修理 のため中止  | 西三段目9枚目 4–3  |
| 1947年 （昭和22年） | x                  | x                 | 東三段目2枚目 2–3      | 西三段目13枚目 2–4 |
| 1948年 （昭和23年） | x                  | x                 | 東三段目20枚目 3–3     | 西三段目20枚目 5–1 |
| 1949年 （昭和24年） | 東幕下26枚目 8–4   | x                 | 西幕下8枚目 7–8        | 東幕下9枚目 8–7    |
| 1950年 （昭和25年） | 西幕下7枚目 10–5   | x                 | 東十両13枚目 7–8       | 西十両15枚目 10–5  |
| 1951年 （昭和26年） | 西十両5枚目 2–13   | x                 | 東十両15枚目 4–11      | 西幕下3枚目 6–9    |
| 1952年 （昭和27年） | 東幕下9枚目 6–9    | x                 | 西幕下13枚目 6–9       | 東幕下18枚目 9–6   |
| 1953年 （昭和28年） | 西幕下13枚目 6–9   | 西幕下16枚目 6–2  | 西幕下10枚目 1–7       | 東幕下20枚目 5–3   |
| 1954年 （昭和29年） | 東幕下12枚目 5–3   | 西幕下3枚目 5–3   | 西十両21枚目 8–7       | 東十両20枚目 7–8   |
| 1955年 （昭和30年） | 西十両20枚目 7–8   | 西十両22枚目 5–10 | 西幕下2枚目 引退 1–7–0 | x                  |
| 各欄の数字は、「勝ち-負け-休場」を示す。 優勝 引退 休場 十両 幕下 三賞：敢=敢闘賞、殊=殊勲賞、技=技能賞 その他：★=金星 番付階級：幕内 - 十両 - 幕下 - 三段目 - 序二段 - 序ノ口 幕内序列：横綱 - 大関 - 関脇 - 小結 - 前頭（「#数字」は各位内の序列） |                    |                   |                        |                    |

## 改名歴
- 渡邊 常志（わたなべ つねし）1941年1月場所 - 1946年11月場所
- 福井山 常志（ふくいやま つねし）1947年6月場所 - 1955年5月場所